# Round and Round (песня Тинкары Ковач)
«Round and Round» (Снова и снова) — песня в исполнении словенской певицы Тинкары Ковач, с которой она представила Словению на конкурсе песни «Евровидение-2014».
Песня была выбрана 8 марта 2014 года на национальном отборе Словении на «Евровидение», что позволило Тинкаре представить свою страну на международном конкурсе песни «Евровидение-2014», который прошёл в Копенгагене, Дания.